# Science-Fiction-Jahr 1940
Übersicht

◄◄ | ◄ | 1936 | 1937 | 1938 | 1939 | Science-Fiction-Jahr 1940 | 1941 | 1942 | 1943 | 1944 | ► | ►►

Weitere Ereignisse